# Volksbegehren Rundfunkfreiheit
Das Volksbegehren Rundfunkfreiheit war ein vom 27. Juni bis zum 10. Juli 1972 durchgeführtes Volksbegehren zur Revision der vorhergehenden Änderungen des bayerischen Rundfunkgesetzes.
Es wurde im Rahmen des darauf folgenden Volksentscheids, namentlich Volksentscheid Rundfunkfreiheit vom 1. Juli 1973, als gültig und rechtskräftig vom bayerischen Landtag übernommen und zählt damit zu den erfolgreichen Volksbegehren in der Geschichte des Freistaates Bayern.

## Zusammenfassung
| Name des Volksbegehrens | Eintragungszeitraum           | Initiator | Prozent Unterstützung                 | Erfolg                                   | Ergebnis                           |
| ----------------------- | ----------------------------- | --------- | ------------------------------------- | ---------------------------------------- | ---------------------------------- |
| "Rundfunkfreiheit"      | 27. Juni 1972 – 10. Juli 1972 | SPD       | 13,9 % d. stimmberecht. bayer. Bürger | Ja, durch Volksentscheid am 1. Juli 1973 | Änderung bayerische Rundfunkgesetz |

## Vorhergehende Gesetzesänderung durch die CSU
In der Nacht vom 29. Februar auf den 1. März 1972 beschloss der bayerische Landtag nach langer Debatte eine Veränderung des bayerischen Rundfunkgesetzes mit den Stimmen der Partei CSU, die die absolute Mehrheit im Parlament hatte. Die Veränderungen beinhalteten zum einen eine Vergrößerung des Rundfunkrats um 12 Sitze von Landtagsabgeordneten und 6 Sitzen von Vertretern gesellschaftlicher Gruppen mit erweiterten Rechten sowie eine Begrenzung der Angestelltendauer auf fünf Jahre. Diese Veränderung in Verbindung mit einer geplanten Privatisierung wurden von vielen Akteuren, wie der SPD und FDP sowie Teilen der Gesellschaft, scharf kritisiert und erzeugten viele Proteste.
Grund für diese Änderungen waren, laut CSU-Chef Franz Josef Strauß, der Schutz vor einer "roten Unterwanderung bei Funk und Fernsehen".

## Volksbegehren für Rundfunkfreiheit
Das Volksbegehren Rundfunkfreiheit wurden von SPD, DGB und unabhängigen Gruppen als Ergebnis vieler Protestaktionen gegen die Änderungen des bayerischen Rundfunkgesetzes initiiert. Im Rahmen der Volksgesetzgebung in Bayern wurden das Volksbegehren erfolgreich vom 27. Juni 1972 bis zum 10. Juli 1972 eingetragen. Das Volksbegehren Rundfunkfreiheit erreichte 13,9 % Unterstützung durch stimmberechtigte bayerische Bürgerinnen und Bürger. Somit erhielt es den Status eines rechtskräftigen Volksbegehrens, da es die erforderliche Hürde der bayerischen Volksgesetzgebung von 10 % Unterstützung überschritt.
Bemühungen der CSU, die Rechtskräftigkeit des Volksbegehrens anzufechten, um die allgemeine Bestandskraft des Volksbegehrens zu hinterfragen und um die Abhaltung des zu erfolgenden Volksentscheids herauszuzögern, funktionierten nicht. So kam es am 1. Juli 1973 zum Volksentscheid Rundfunkfreiheit, wodurch die Veränderungen des bayerischen Rundfunkgesetzes revidiert werden konnten.

## Volksentscheid Rundfunkfreiheit
Der Volksentscheid Rundfunkfreiheit affirmierte die am 8. Mai 1973 vom bayerischen Landtag vorgenommene Änderung des bayerischen Rundfunkgesetzes mit 87 % Zustimmung. Der erfolgreiche Volksentscheid belegte die folgenden Änderungen des bayerischen Rundfunkgesetzes:
- Übertragung der alleinigen Verantwortung über den Rundfunk in öffentlich-rechtliche Hand
- Begrenzung der Staats- und Parteimacht im bayerischen Rundfunkrat auf ein Drittel der Sitze

Die Gesetzesänderung trat am 1. August 1973 in Kraft und limitierte die parteiliche Macht auf den Rundfunkrat. Der Volksentscheid Rundfunkfreiheit zählt zu den erfolgreichen Volksentscheiden in der Geschichte des Freistaates Bayern.